# Bart Wellens

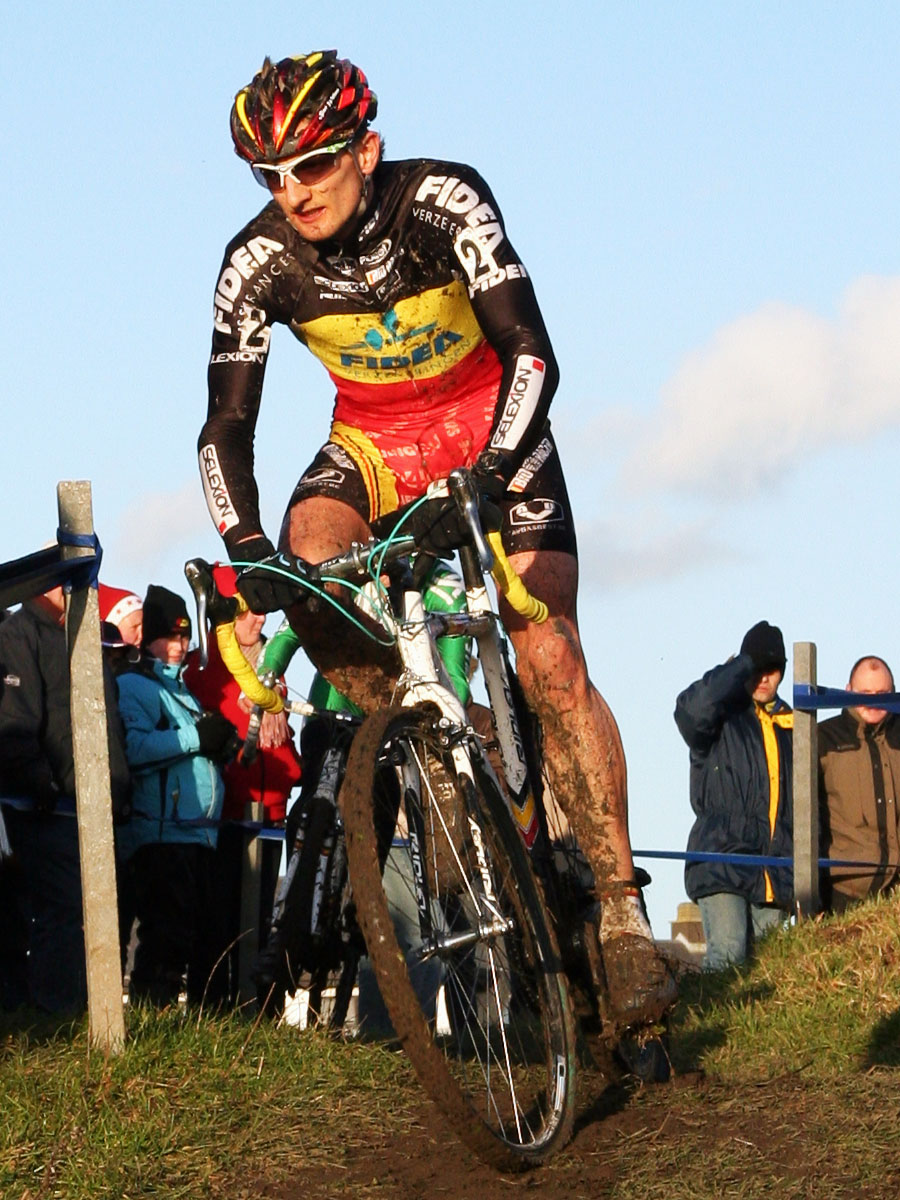
Bart Wellens beim Noordzeecross 2007

Bart Wellens (* 10. August 1978 in Herentals) ist ein ehemaliger belgischer Radrennfahrer und vierfacher Crossweltmeister.

## Werdegang
Bart Wellens konzentrierte sich auf die Disziplin Cross. Seine größten Erfolge sind die zwei Elite-Weltmeistertitel, die er 2003 und 2004 in Monopoli und in Pontchâteau gewann, nachdem er zuvor schon zweimal den U23-Titel gewann. 2006 wurde er Zweiter hinter seinem Landsmann und Teamkollegen Erwin Vervecken. Außerdem gewann er zahlreiche belgische Meistertitel und die Gesamtwertung des Cross-Weltcups 2002/2003.
Wellens lehnte ein gut dotiertes Angebot des Radsportteams Quickstep ab und entschied sich schwerpunktmäßig Cyclocrossfahrer zu bleiben. Auf der Straße fuhr er von 200 bis 2015 stets für dieselbe Mannschaft, die am Anfang seiner Karriere Spaar Select Team hieß und zum Schluss Telnet Fidea.
Nachdem Wellens 2005 beim Druivencross in Overijse einen Zuschauer getreten hatte, der ihn Wellens zufolge wiederholt beleidigt und mit Bier bespritzt hatte, wurde ihm der Sieg des Rennens aberkannt.
Nachdem Wellens im Zuge von Dopingermittlungen in den Verdacht geriet illegale Ozontherapieen durchgeführt zu haben, wurde seine Nominierung für die Crossweltmeisterschaften 2015 durch den belgischen Verband aufgehoben.
Wellens war der Star der Doku-Soap Wellens en Wee auf dem flämischen Sender VT4. Er wird dort in seinem täglichen Leben mit seinen Eltern und seinen Teamkollegen gezeigt. Zurzeit lebt er in Londerzeel.
Sein Bruder Geert ist ebenfalls ein Crossfahrer. Seit 2008 ist er mit Lentel De Hertog verheiratet und seit 2009 Vater von Tochter Lily.
Im März 2015 gab er das Ende seiner Karriere bekannt.

## Erfolge

### Straße
2008
- eine Etappe Volta a Lleida

### Cyclocross
1996/1997
- Belgischer U23-Meister
- U23-Weltmeisterschaft

1997/1998
- Belgischer U23-Meister
- U23-Weltmeisterschaft

1998/1999
- Belgischer U23-Meister
- U23-Weltmeister

1999/2000
- Belgischer U23-Meister
- U23-Weltmeister

2000/2001
- Internationale Sluitingsprijs, Oostmalle

2002/2003
- Weltmeister
- Gesamtwertung Cross-Weltcup

2003/2004
- Weltmeister
- Gesamtwertung Superprestige
- Gesamtwertung GvA Trofee

2004/2005
- Belgischer Meister

2005/2006
- Weltmeisterschaft

2006/2007
- Belgischer Meister

2007/2008
- Herdenkingscross Etienne Bleukx, Zonhoven
- Niel Jaarmarkt Cross, Niel
- Kasteelcross Zonnebeke, Zonnebeke

2008/2009
- Grote Prijs van Hasselt, Hasselt
- Premio Asteasu de Ciclocross, Asteasu
- Grote Prijs De Ster, Sint-Niklaas

2009/2010
- Grote Prijs de Eecloonaar, Eeklo
- GvA Trofee – Internationale Sluitingsprijs, Oostmalle

2010/2011
- Cauberg Cyclocross, Valkenburg aan de Geul

2011/2012
- Cross after Dark – StarCrossed, Redmond
- Rad Racing Grand Prix, Issaquah
- USGP of Cyclocross Planet Bike Cup 2, Sun Prairie
- GvA Trofee – Grote Prijs Rouwmoer, Essen

2012/2013
- Parkcross Maldegem, Maldegem